# Округа департамента Коррез
Коррез (фр. Corrèze) — департамент в центре Франции, один из департаментов региона Новая Аквитания. Административный центр — Тюль. Согласно переписи 2012 года население департамента составляло 241 247 человек. По состоянию на 2015 год территория Корреза была разделена на 3 округа: Тюль, Юссель и Брив-ла-Гайард.
| №   | Округ          | Оригинальное название | Количество коммун | Население, чел. (2012) | Площадь, км² | Кантоны | Карта |
| --- | -------------- | --------------------- | ----------------- | ---------------------- | ------------ | --- | ----- |
| 191 | Брив-ла-Гайярд | Brive-la-Gaillarde    | 98                | 125 098                | 1816,7       | Аллассак (12 коммун), Л'Иссандонне (21 коммуна) Мальмор-сюр-Коррез (4 коммуны) Миди-Коррезьен (33 коммуны) Сен-Панталеон-де-Ларш (13 коммун) Юзерш (13 коммун), Брив-ла-Гайард-1 Брив-ла-Гайард-2, Брив-ла-Гайард-3, Брив-ла-Гайард-4 |       |
| 192 | Тюль           | Tulle                 | 118               | 62 882                 | 2362,2       | Аржанта (30 коммун) Миди-Коррезьен (1 коммуна), Нав (13 коммун) От-Дордонь (2 коммуны) Сейак-Монедьер (21 коммуна) Сент-Фортюнад (23 коммуны), Тюль (1 коммуна) Эглетон (18 коммун), Юзерш (9 коммун)                                 |       |
| 193 | Юссель         | Ussel                 | 69                | 38 931                 | 1677,9       | От-Дордонь (25 коммун) Миди-Коррезьен (33 коммуны) Юссель (11 коммун) |       |